# NGC 1019
NGC 1019 is een balkspiraalstelsel in het sterrenbeeld Walvis. Het hemelobject werd op 1 december 1880 ontdekt door de Franse astronoom Édouard Jean-Marie Stephan.

## Synoniemen
- PGC 10006
- UGC 2132
- MCG 0-7-68
- ZWG 388.79
- KUG 0235+016